# Municipio de Grant (condado de Osage)
El municipio de Grant (en inglés: Grant Township) es un municipio ubicado en el condado de Osage en el estado estadounidense de Kansas. En el año 2010 tenía una población de 266 habitantes y una densidad poblacional de 2,84 personas por km².

## Geografía
El municipio de Grant se encuentra ubicado en las coordenadas 38°39′58″N 95°53′6″O / 38.66611, -95.88500. Según la Oficina del Censo de los Estados Unidos, el municipio tiene una superficie total de 93.73 km², de la cual 93,61 km² corresponden a tierra firme y (0,13 %) 0,12 km² es agua.

## Demografía
Según el censo de 2010, había 266 personas residiendo en el municipio de Grant. La densidad de población era de 2,84 hab./km². De los 266 habitantes, el municipio de Grant estaba compuesto por el 97,74 % blancos, el 0,38 % eran afroamericanos, el 0,38 % eran amerindios, el 0,38 % eran de otras razas y el 1,13 % eran de una mezcla de razas. Del total de la población el 1,5 % eran hispanos o latinos de cualquier raza.